# Black 47
Black 47 är en amerikansk musikgrupp bildad 1989 i New York, en stad som bandet blivit trogen sedan starten. Gruppen startades av irlandsfödde Larry Kirwan, som också skriver de flesta av gruppens sånger, och spelar en blandad musik inspirerad av folkrock, irländsk folkmusik, hiphop och punk. Förutom Kirwan har Black 47 fem andra medlemmar. Texterna är ofta politiskt laddade och tar upp samhällsproblem i såväl Irland som USA. Namnet Black 47 kommer av hungersnöden på Irland 1847.

## Medlemmar
Senaste medlemmar
- Larry Kirwan – sång, gitarr
- Geoffrey Blythe – tenorsaxofon, sopransaxofon, klarinett
- Joe Burcaw – basgitarr, sång
- Thomas Hamlin – trummor, slagverk
- Joseph Mulvanerty – uilleann pipe, flöjt, bodhrán
- Fred Parcells – trombon, tin whistle

Tidigare medlemmar
- Chris Byrne – uilleann pipe, tin whistle, bodhrán, sång (1989 – 2000)
- David Conrad – basgitarr (1991 – 1993)
- Kevin Jenkins – basgitarr (1993 – 1995)
- Andrew Goodsight – basgitarr (1995 – 2006)

## Diskografi
Studioalbum
- 1992 – Black 47
- 1993 – Fire of Freedom
- 1994 – Home of the Brave
- 1996 – Green Suede Shoes
- 2000 – Trouble in the Land
- 2004 – New York Town
- 2005 – Elvis Murphy's Green Suede Shoes
- 2008 – Iraq
- 2010 – Bankers and Gangster
- 2011 – A Funky Ceili
- 2014 – Last Call

Livealbum
- 1999 – Live in New York City
- 2001 – On Fire

Samlingsalbum
- 2000 – Ten Bloody Years of Black 47
- 2006 – Bittersweet Sixteen
- 2013 – Larry Kirwan's Celtic Invasion